# Serie di Lyman
La serie di Lyman è una sequenza di righe che descrive le righe spettrali dello spettro dell'atomo di idrogeno nella regione dell'ultravioletto causate dalla transizione da n ≥ 2 a n = 1 (dove n è il numero quantico principale) cioè il livello energetico più basso per gli elettroni. Le transizioni sono identificate con la sequenza delle lettere dell'alfabeto greco, cosicché la transizione da n = 2 a n = 1 viene chiamata linea Lyman alfa, da 3 a 1 si ha la Lyman beta, da 4 a 1 la Lyman gamma e così di seguito.
Quanto maggiore è la differenza tra i numeri quantici principali, tanto maggiore è l'energia dell'emissione elettromagnetica.
Fu scoperta dal fisico americano Theodore Lyman e così denominata in suo onore.

## Storia
La prima linea spettrale della serie di Lyman fu scoperta nel 1906 dal fisico Theodore Lyman, dell'Università Harvard, che stava studiando lo spettro ultravioletto dell'idrogeno elettricamente eccitato. Le rimanenti linee dello spettro (tutte nell'ultravioletto) furono scoperte da Lyman tra il 1906 e il 1914.

Lo spettro della radiazione emessa dall'idrogeno è del tipo non continuo, come illustrato nella sottostante immagine che mostra la prima serie delle linee di emissione. 
La spiegazione della natura delle linee dello spettro dell'idrogeno, era stata storicamente un problema della fisica. Prima del 1885 quando Balmer presentò la sua formulazione empirica per le linee dello spettro visibile, nessuno era in grado di predire la lunghezza d'onda delle linee dell'idrogeno. Nei cinque anni successivi, Johannes Rydberg propose nel 1888 una prima formula empirica che risolveva il problema, dandole una forma finale nel 1890, riuscendo a calcolare le linee della serie di Balmer già note e a derivare anche quelle non ancora scoperte. Furono inoltre trovate altre versioni della formula di Rydberg, con differenti numeri semplici, per generare serie differenti di linee. 
Il 1º dicembre 2011 è stato annunciato che la sonda Voyager 1 aveva rilevato per la prima volta una radiazione Lyman alfa nella Via Lattea. Queste linee erano già stata rilevate in precedenza in altre galassie, ma a causa dell'interferenza del Sole, non era stato in precedenza possibile rilevarle nella nostra galassia.

## La serie di Lyman
La versione dell'equazione di Rydberg che generava la serie di Lyman era:
{\displaystyle {1 \over \lambda }=R_{\text{H}}\left(1-{\frac {1}{m^{2}}}\right)\qquad \left(R_{\text{H}}\approx 1,0968{\times }10^{7}\,{\text{m}}^{-1}\approx {\frac {13.6\,{\text{eV}}}{hc}}\right)}
Dove m è un numero naturale maggiore o eguale a 2 (cioè, m = 2, 3, 4, …). 
Perciò le linee mostrate nell'immagine precedente sono le lunghezze d'onda corrispondenti a m = 2 a destra, fino a {\displaystyle m=\infty } a sinistra (le linee spettrali sono infinitamente numerose, ma diventano molto dense all'avvicinarsi a {\displaystyle m=\infty }, detto limite di Lyman, cosicché vengono mostrate solo le prime e l'ultima).
Le lunghezze d'onda (in nm) della serie di Lyman sono tutte nell'ultravioletto:
| m                     | 2     | 3     | 4    | 5    | 6    | 7    | 8    | 9    | 10   | 11   | ∞, limite di Lyman |
| Lunghezza d'onda (nm) | 121,6 | 102,6 | 97,3 | 95,0 | 93,8 | 93,1 | 92,6 | 92,3 | 92,1 | 91,9 | 91,16              |

## Formulazione matematica
Nel 1913, con la presentazione da parte di Niels Bohr del suo modello atomico, si ottenne la spiegazione del perché le linee spettrali dell'idrogeno corrispondevano alla formula di Rydberg. Bohr aveva trovato che gli elettroni dell'atomo di idrogeno devono avere livelli quantici energetici descritti dalla seguente formula:
{\displaystyle E_{n}=-{\frac {me^{4}}{2(4\pi \varepsilon _{0}\hbar )^{2}}}\,{\frac {1}{n^{2}}}=-{\frac {13.6\,{\text{eV}}}{n^{2}}}.}
Secondo la terza assunzione di Bohr, quando un elettrone decade da un livello energetico iniziale {\displaystyle E_{m}} a uno finale {\displaystyle E_{n}}, l'atomo deve emettere una radiazione di lunghezza d'onda 
{\displaystyle \lambda ={\frac {hc}{E_{m}-E_{n}}}.}
La stessa notazione può essere semplificata esprimendo l'energia in unità di elettronvolt e la lunghezza d'onda in unità di ångström, ottenendo
{\displaystyle \lambda ={\frac {12398.4\,{\rm {\mathrm {\AA} }}\,{\text{eV}}}{E_{m}-E_{n}}}.}
Nella precedente formula, ponendo l'energia dello stato iniziale dell'idrogeno corrispondente al livello m e quella dello stato finale corrispondente al livello n, si ottiene (tenuto conto del fatto che l'energie di legame sono negative)
{\displaystyle {\frac {1}{\lambda }}={\frac {E_{m}-E_{n}}{12398.4\,{\rm {\mathrm {\AA} }}\,{\text{eV}}}}=\left({\frac {12398.4}{13.6}}\,{\rm {\mathrm {\AA} }}\right)^{-1}\left({\frac {1}{n^{2}}}-{\frac {1}{m^{2}}}\right)=R_{\text{H}}\left({\frac {1}{n^{2}}}-{\frac {1}{m^{2}}}\right)}
dove {\displaystyle R_{\text{H}}} è la costante di Rydberg per l'idrogeno nell'equazione di Rydberg.
Per mettere in relazione le espressioni di Bohr, Rydberg e Lyman, basta sostituire n con 1 per ottenere
{\displaystyle {\frac {1}{\lambda }}=R_{\text{H}}\left(1-{\frac {1}{m^{2}}}\right)}
che rappresenta la formula di Rydberg per la serie di Lyman. Pertanto ogni lunghezza d'onda delle linee di emissione corrisponde a un elettrone che decade da un livello energetico (maggiore di 1) fino al primo livello.